# Pistolet maszynowy Villar-Perosa
Pistolet maszynowy Villar-Perosa, VP, Pistole Mitragliatrice Villar Perosa M15 – włoski podwójnie sprzężony pistolet maszynowy opatentowany w 1914 przez majora Bethela Abiela Revelliego. Broń ta była początkowo używana jako lotniczy karabin maszynowy, ale w późniejszym okresie przeszła na wyposażenie armii, gdzie była używana w roli „karabinu szturmowego” z racji bardzo wysokiej szybkostrzelności: 3000 strzałów na minutę (1500 z jednej lufy). Villar-Perosa uważany jest za pierwszy pistolet maszynowy.
Revelli otrzymał patent na zaprojektowany przez siebie pistolet 8 kwietnia 1914 i sprzedał go firmie Villar-Perosa, która rozpoczęła seryjną produkcję tej broni. Zaprojektowana przez Revellego broń nie była konstrukcją oryginalną, ale pomniejszoną wersją cekaemu SIA skonstruowanego przez Giovanniego Agnellego (był to jeden z kilku przypadków skopiowania przez Revellego opatentowanej konstrukcji). W początkowym okresie pistolet maszynowy używany był jako broń pokładowa ówczesnych samolotów, ale pistoletowe pociski nie miały wystarczająco dużej energii kinetycznej aby skutecznie uszkodzić samoloty przeciwnika i rolę pistoletów maszynowych tego typu przejęły bardziej nadające się do tego karabiny maszynowe, a VP zostały przekazane armii jako broń piechoty. Pierwsze pistolety maszynowe tego typu trafiły do oddziałów w maju 1916, początkowo używane były jako broń typowo obronna – zostały zamocowane na ciężkich podstawach z tarczą, a do obsługi jednego pistoletu maszynowego wyznaczono aż 14 osób. VP używany był na poziomie kompanijnym – każdy batalion miał na stanie jeden pistolet maszynowy tego typu. Broń ta została po raz pierwszy użyta bojowo w dwunastej bitwie nad Isonzo. W późniejszym okresie I wojny światowej pistolety maszynowe tego typu były używane w roli ofensywnej – w tej formie używane były już bez tarczy pancernej i podstawy. W 1918 większość VP została przebudowana na pistolet maszynowy Beretta M1918.